# ستورم ساندرز
ستورم ساندرز (بالإنجليزية: Storm Sanders)‏ مواليد 11 أغسطس 1994 في أستراليا، هي لاعبة كرة مضرب أسترالية بدأت مسيرتها كمحترفة سنة 2012 تلعب باليد اليسرى وتحتل حالياً المرتبة 357 (15 فبراير 2016) في تصنيف رابطة محترفات كرة المضرب. أعلى تصنيف لها في الفردي كان 202. أعلى تصنيف لها في الزوجي كان 170.

## النهائيات

### الفردي (1–2)
| الحصيلة | الرقم | التاريخ        | الدورة              | الأرضية | المنافس       | النتيجة       |
| ------- | ----- | -------------- | ------------------- | ------- | ------------- | ------------- |
| الفوز   | 1.    | 4 فبراير 2013  | لاونسستون، أستراليا | صلبة    | شاكو أوياما   | 6–4, 6–4      |
| الوصافة | 1.    | 18 مارس 2013   | إبسويتش، أستراليا   | صلبة    | يلينا باندزيك | 5–7, 6–2, 2–6 |
| الوصافة | 2.    | 28 سبتمبر 2015 | تويد هيدز، أستراليا | صلبة    | دلما جالفي    | 2–6, 6–3, 1–6 |

## الخط الزمني للفردي
مفتاح
| ف | ن | ن.ن | ر.ن | د# | د.م | ل | أ.أ | ت | غ | ب | ف | ذ | م.خ | ل.ت |

(ف) فاز بالبطولة (ن) وصل النهائي (ن.ن) نصف النهائي (ر.ن) ربع النهائي (د#) الأدوار الأربعة الأولى (د.م) دور المجموعات (ل) شارك في كأس ديفيز (أ.أ) خرج من الأدوار الاولى (ت) خسر التصفيات التأهيلية (غ) غاب عن الحدث أو البطولة (ب) حصل على ميدالية برونزية (ف) حصل على ميدالية فضية (ذ) حصل على ميدالية ذهبية (م.خ) بطولة الماسترز خُفضت إلى مرتبة أقل (ل.ت) البطولة لم تعقد في السنة المعينة.
لتجنب الارتباك وازدواجية الحساب، يتم تحديث هذه المعلومات إما في نهاية البطولة، أو عندما تكون مشاركة اللاعب في البطولة قد انتهت.
| الدورة            | 2014 | 2015 | 2016 | ف-خ |
| ----------------- | ---- | ---- | ---- | --- |
| أستراليا المفتوحة | د1   | د1   | د1   | 0–3 |
| فرنسا المفتوحة    | غ    | غ    |      | 0–0 |
| بطولة ويمبلدون    | غ    | غ    |      | 5–5 |
| أمريكا المفتوحة   | غ    | غ    |      | 4–6 |
| فوز-خسارة         | 0–1  | 0–1  | 0–1  | 0–3 |

## روابط خارجية
- ستورم ساندرز على موقع رابطة محترفات التنس (الإنجليزية)
- ستورم ساندرز على موقع الاتحاد الدولي لكرة المضرب (الإنجليزية)
- ستورم ساندرز على موقع كأس بيلي جين كينغ (الإنجليزية)
- ستورم ساندرز على موقع اتحاد التنس الأسترالي (الإنجليزية)
- ستورم ساندرز على موقع بطولة ويمبلدون (الإنجليزية)
- ستورم ساندرز على موقع خلاصة التنس.كوم (الإنجليزية)
- ستورم ساندرز على موقع إي إس بي إن.كوم (الإنجليزية)
- ستورم ساندرز على موقع اللجنة الأولمبية الدولية (الإنجليزية)
- ستورم ساندرز على موقع أوليمبيديا (الإنجليزية)
- ستورم ساندرز على موقع اللجنة الأولمبية الأسترالية (الإنجليزية)